# Our House (série télévisée)
Pour l’article homonyme, voir Our House.
Our House est une série télévisée américaine dramatique en quarante-six épisodes de 60 minutes, diffusés entre le 11 septembre 1986 et le 8 mai 1988 sur NBC. La série a été exportée dans le monde entier sauf en France.

## Synopsis
À la suite du décès de son mari John, vétéran de la Guerre Du Vietnam, Jessie Witherspoon considère qu'elle n'a plus d'autre choix, pour éviter la rue, que de se réfugier, avec ses 3 enfants Kris, David, et Molly, chez son beau-père Gus, vétéran de la Deuxième Guerre Mondiale. Entre râleries,bons conseils avisés, leçons de morales, et moments de complicité, la cohabitation se passe tant bien que mal, ponctuée par les fréquentes visites de Joe Kaplan, voisin et meilleur ami de Gus...

## Fiche technique
Sauf indication contraire, les informations mentionnées dans cette section peuvent être confirmées par la base de données cinématographiques IMDb,  présente dans la section « Liens externes ».
- Titre original : Our House
- Réalisation : Ray Austin, Chuck Arnold, Robert Scheerer, Nick Havinga, Jerry Thorpe, Harry Harris, Win Phelps, Roy Campanella II, William F. Claxton, Bruce Kessler, Noel Nosseck et David Huddleston
- Scénario : James Lee Barrett, Jerry McNeely, William Blinn, Lee H. Grant, Ernie Wallengren, Parke Perine, Kim C. Friese, William Colombo, Peter Tauber, Joel J. Feigenbaum, William A. Schwartz, Christopher Beaumont, Scott Finkelstein, Steven Kunes, William Schmidt, Michael Marks et Claire Whitaker
- Photographie : Chuck Arnold, Richard L. Rawlings, Jonathan West, W. Keith Jurgensen
- Musique : Joel McNeely, Don Bagley, Joel Rosenbaum et Steven Bramson
- Casting : Jacklynn Briskey
- Montage : Stephen Michael, Marvin Adelson, Andrew Cohen, Edward Brennan, Robert Souders, Sharon silverman et Dennis C. Vejar
- Décors : Bonnie Dermer, Buck Henshaw et Charles Pierce
- Costumes :
- Production : Frank Fischer, Jerry McNeely et Ernie Wallengren
  - Producteur délégué : William Blinn et Jerry Thorpe
  - Coproducteur : Parke Perine
- Sociétés de production : Blinn/Thorpe Productions et Lorimar-Telepictures
- Société de distribution : Warner Bros. Television
- Chaîne d'origine : NBC
- Pays d'origine :  États-Unis
- Langue originale : anglais
- Genre : Drame
- Durée : 60 minutes

## Distribution

### Acteurs principaux
- Wilford Brimley : Gus Witherspoon
- Deidre Hall : Jessie Witherspoon
- Shannen Doherty : Kris Witherspoon
- Chad Allen : David Witherspoon
- Keri Houlihan : Molly Witherspoon
- Gerald S. O'Loughlin : Joe Kaplan

### Acteurs secondaires et invités
- Nicole Dubuc : Bertha
- Heather O'Rourke : Dana (A Point Of View)
- Patrick Duffy : John Witherspoon (Candles And Shadows)
- David Mendenhall : J.R. Dutton
- Bob Hoy : Cliff
- Owen Bush : Crimshaw
- Anne Haney : Virginia Taft
- Marty Davis : Martin
- Thomas Wilson Brown : Mark
- Larry Gelman
- David Huddleston : J.J. Moon
- William Katt : Ben Witherspoon
- John McCook : M. Cathcart
- Wallace Langham : Chris Houston
- Shannon Tweed : Maxine Denton
- Gabriel Damon : Tommy
- Rebecca Balding : Gale Witherspoon
- Ty Miller : Spiers
- Linden Chiles : Buzz
- Andrea Barber : une amie
- Millie Perkins : Cindy
- George Furth : Roy Bashnagel
- Carol Bruce : Mme Findley
- Jordan Charney : Juge Albert
- Tricia Leigh Fisher : Bonnie
- John Anderson : Lieutenant Colonel Roger Trask
- Cloris Leachman : Miss Temple
- Nancy Cartwright : Miss Bloom
- David Wohl : le médecin

## Épisodes

### Saison 1
1. Home Again
2. The Money Machine
3. Families and Friends
4. That Lonesome Old Caboose
5. The Third Question
6. See You in Court
7. Small Steps up a Small Mountain
8. Choices
9. First Impressions
10. Different Habits
11. Off We Go…
12. Heart of a Dancer
13. Green Christmas
14. Family Secrets
15. A Point of View
16. The Best Intentions
17. The 100 Year Old Weekend
18. Past Tense, Future Tense: Part 1
19. Past Tense, Future Tense: Part 2
20. Friends
21. Giving 'em the Business
22. Growing Up, Growing Old
23. The Road out of Briarpatch
24. The Children's Crusade

### Saison 2
1. Sounds from a Silent Clock: Part 1
2. Sounds from a Silent Clock: Part 2
3. A Silent, Fallen Tree
4. Dancing in the Dark
5. The Witherspoon War
6. The Haunting
7. Candles and Shadows
8. The Springtown Treasure
9. They Also Serve
10. Like Father, Like Son
11. Sunday's Hero, Monday's Goat
12. Balance of Power
13. Call It a Draw
14. Finish the Day
15. Two-Beat, Four Beat
16. Trouble in Paradise: Part 1
17. Trouble in Paradise: Part 2
18. Out of Step
19. The Ashton Street Gang
20. The Fifth Beatle
21. Neighborhood Watch
22. Artful Dodging